# Хуан де Луна-и-Пиментель
Хуан де Луна-и-Пиментель (исп. Juan de Luna y Pimentel; 25 июня 1435, Мадрид — февраль 1456) — кастильский дворянин из дома Луна. С 1453 года он был 2-м графом де Сан-Эстебан-де-Гормас и сеньором Инфантадо, Алькосар, Айльон, Мадеруэло и Фресно-де-Кантеспино.

## Биография
Хуан де Луна был старшим сыном Альваро де Луна и Хуаны Пиментель, дочери Родриго Алонсо Пиментеля, 2-го графа Бенавенте, и его жены Леонор Энрикес де Мендоса, дочери Альфонсо Энрикеса, адмирала Кастилии. Таким образом, относящийся к высшей кастильской знати, его отец создал майорат в его пользу в 1440 году.

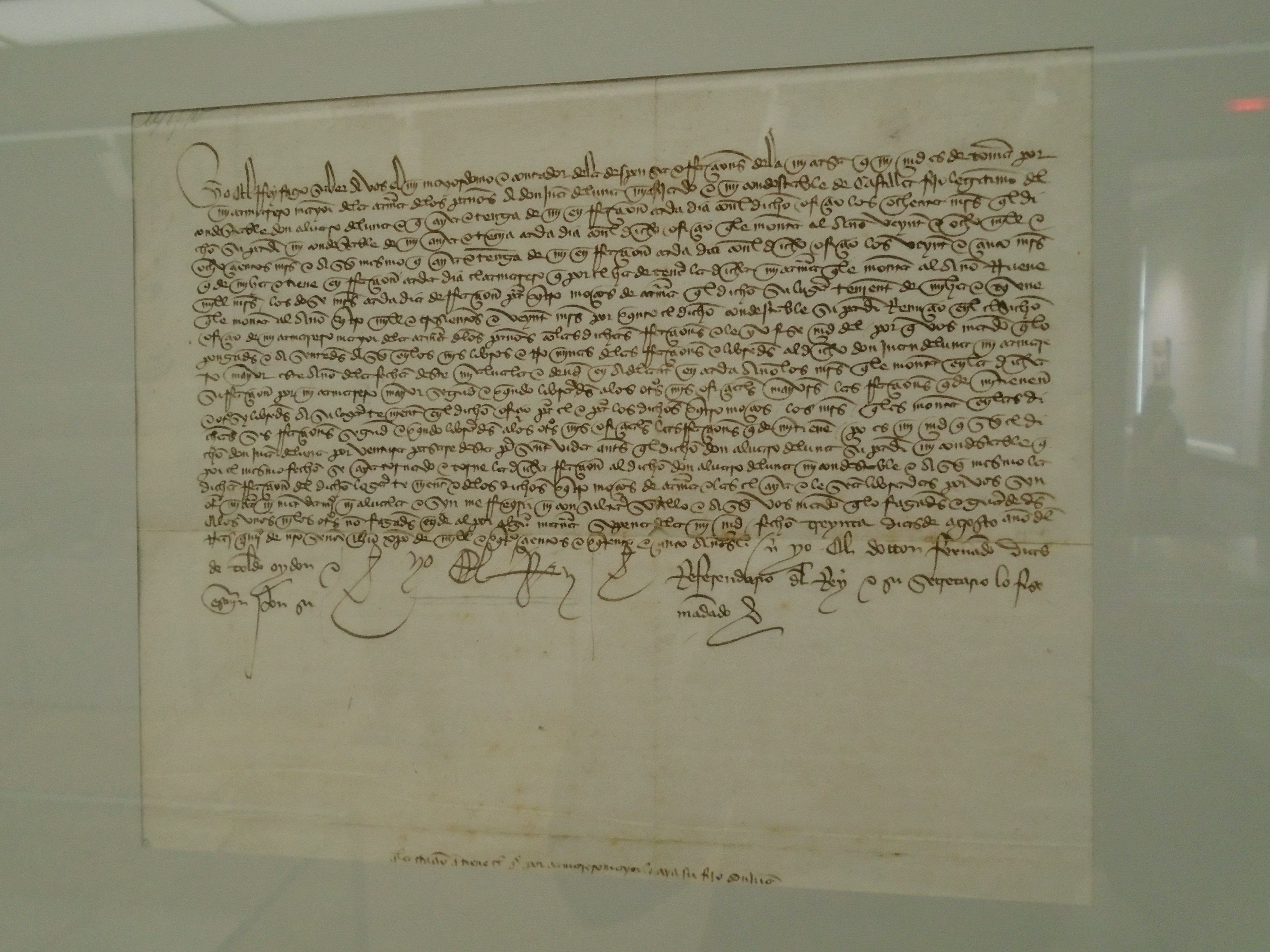
Распоряжение Хуана II о назначении Хуана де Луны на должность главного камареро палаты тканей, 1445 год

Он родился 24 июня 1435 года в Мадриде и был крещен 3 июля того же года епископом Осмы Педро де Кастилья, внуком короля Педро I. Его крестными родителями были король Кастилии Хуан II, его жена королева Мария де Арагон, а также Гарси Фернандес Манрике де Лара, 1-й граф Кастаньеда.
После казни его отца в 1453 году почти все его имущество было конфисковано, и Хуан сохранил только одну из должностей своего отца, должность коррехидора Севильи. Его мать Хуана Пиментель закрепилась в Эскалоне и защищала свои права. После долгих переговоров и осады королем Хуаном II замка-дворца Эскалона ему удалось утвердить его часть во главе с графством Сан-Эстебан-де-Гормас.
С этого момента он был известен как таковой в хрониках правления Энрике IV, где он начал строить политическое будущее. Он получил звание «рыцаря золотых шпор» вместе с Бельтраном де ла Куэва, фаворитом короля.
Находясь в Босегильясе, 1 февраля 1456 года он дал право составить завещание в пользу своей матери и своего брата Педро де Луна-и-Мануэля, сеньора Фуэнтидуэнья. В своем завещании он объявил сына или дочь, которых его жена все еще носила во чреве, всеобщим наследником. Он умер вскоре после этого, в том же месяце, и его сестра Мария де Луна унаследовала его поместья.

## Брак и потомство
Он был женат на Леонор де Суньига, дочери 1-го герцога Бехара, Альваро де Суньига-и-Гусмана, и Леонор Манрике де Лара-и-Кастилья, дочери 8-го сеньора Амуско Педро Манрике де Лара-и-Мендоса, главного аделантадо Леона, и его жены Элеонор Кастильской и Альбуркерской. От этого брака родилась только одна посмертная дочь:
- Хуана де Луна Пиментель-и-Суньига (1456—1480), вышла замуж в 1469 году за Диего Лопеса Пачеко, 2-го герцога Эскалона и 2-го маркиза Вильена. Когда он овдовел, он женился во второй раз в 1484 году на Хуане Энрикес де Веласко, дочери Алонсо Энрикеса де Киньонеса и Марии де Веласко.